# اگنس ۶۴۱

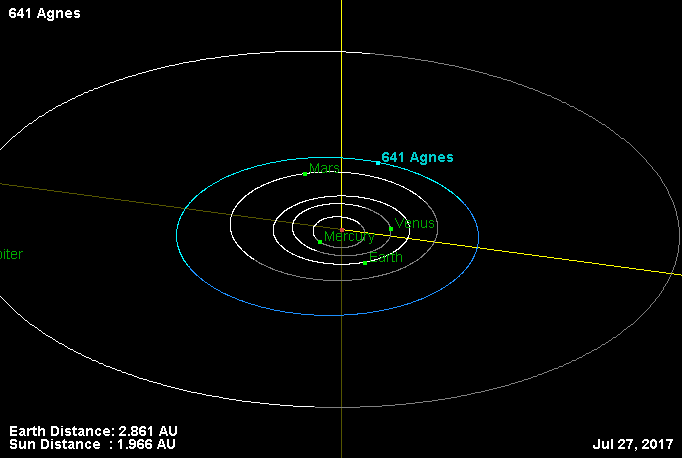
نمایی از محل قرارگیری سیارک اگنس ۶۴۱ در مدار - ۲۰۱۷

سیارک ۶۴۱ (به انگلیسی: 641 Agnes، نامگذاری:1907ZX) ششصد و چهل و یکمین سیارک کشف شده‌است که در ۸ سپتامبر ۱۹۰۷ و در هایدلبرگ کشف شد.
قدر مطلق سیارک برابر ۱۲٫۱۰ است.